# Waldemar-George
Jerzy Waldemar Jarociński, dit Waldemar-George, est un critique d'art et essayiste français d'origine polonaise, né le 10 janvier 1893 à Łódź (Empire russe) et mort à Paris le 27 octobre 1970.

## Biographie
Jerzy Jarociński est né à Łódź, ville polonaise alors dans l'Empire russe, de parents juifs polonais ; son père est l'industriel et banquier Stanisław Jarociński (pl) (1852-1934) et sa mère, Regina Eugenia, est née Goldfeder (pl).
Après des études de lettres à la Sorbonne, sa signature apparaît pour la première fois durant l'année 1913 dans La Revue, pour des articles relatifs à des événements européens mondains. En mai 1914, il devient critique d'art pour la revue La Phalange et reporter pour Paris-Journal.
Il fréquente assidument les cercles artistiques parisiens et devient critique d'art, homme de lettres, journaliste. 
Naturalisé français après la Première Guerre mondiale pour son engagement volontaire dans l'armée française dès août 1914, Waldemar-George épouse à Paris Claude Lavalley (1902-1989), fille du peintre Alexandre-Claude-Louis Lavalley (1862-1927), devenant ainsi le beau-frère du peintre Paul Lavalley (1883-1967). 
Il est l'auteur de nombreuses monographies, mais aussi d'essais d'art qui théorisèrent le mouvement du néo-humanisme (Jean-Francis Laglenne, Christian Bérard, Léon Zack) ou qui révélèrent notamment de jeunes artistes français liés à l'école de Paris, comme Robert Lapoujade, juifs comme Marc Chagall, Alexandre Frenel ou Chaïm Soutine, européen comme François Baron-Renouard et même libanais comme Joseph Terdjan.
Il dirige trois revues : L'Amour de l'art (1920-1926) avec Louis Vauxcelles, puis Formes : revue internationale des arts plastiques (1929-1934), qui fusionne ensuite avec la première en 1935 ; la revue Formes a été fondée par Wladimir Walter (1893-1966), d'origine russe, critique d'art et éditeur, fondateur à Paris en 1924 de la galerie des Quatre-Chemins, éditrice de nombreux essais ; Waldemar-George en fut un proche collaborateur. Enfin, Art et industrie, à partir de 1945, avec son ami Max Fourny, qui devient en mars 1956 Prisme des arts.
Durant l'Occupation, Waldermar-George quitte Paris et vit dans la clandestinité afin d'échapper aux lois antisémites. Il revient dans la capitale dès septembre 1944 et reprend son activité de critique d'art.
En 1958, il est l'éditeur scientifique de l'Encyclopédie de l'art international contemporain (Prisme des arts) aux côtés de Max Fourny et Raymond Cogniat.
Ernest Millard le qualifiait de « critique d'art le plus transcendant ».

## Publications
- Enquête sur Paul Claudel[8], Paris, éd. de La Phalange, 20 mai 1914.

Sous le nom de Waldemar-George :
- Marc Chagall, Fernand Léger, Juan Gris, Collection « Les peintres français nouveaux », trois monographies, NRF-Gallimard, 1928-1931.
- Chirico avec des fragments littéraires de l'artiste, Éditions des Chroniques du jour, 1928.
- Crotti, Éditions Graphis, 1930.
- Epstein, Éditions Le Triangle, 1932.
- Hilaire Hiler et la Vision panoramique, Paris,  Éditions des Quatre Chemins, 1932.
- Jacques Thiout, Éditions Galerie Claude, Paris, 1948.
- Avec René Massat, Louis Latapie, Éditions Galerie J.C. de Chaudun, 1957.
- Avec Marcel Pagnol, Ambrogiani (l'homme et le peintre), Presses artistiques, Paris, 1961.
- Roland Berthon, Éditions Galerie Bing, Paris, 1964.
- Le monde imaginaire de Marcel Delmotte, Éditions Max Fourny, Paris, 1969.
- Chagall et l'orient de l'esprit, réédition RMN, 2020.